# Лысково (Рыбинский район)
Лыско́во — деревня в Волжском сельском округе Волжского сельского поселения Рыбинского района Ярославской области .
Деревня расположена на юго-восток от города Рыбинск, в окружении лесов, между левым берегом реки Уткашь, притока  Волги и железной дорогой Рыбинск—Ярославль. Это одна из крайних деревень Волжского поселения, в направлении к югу и востоку от неё находятся населённые пункты Октябрьского сельского поселения. Деревня стоит примерно в 1 км к югу от деревни Левино-Лесное, с которой связана просёлочной дорогой. Река Уткашь протекает также примерно в 1 км к востоку от деревни . Железнодорожная станция Торопово находится в 2 км к западу от деревни .
На 1 января 2007 года в деревне не числилось постоянных жителей . Почтовое отделение Ермаково—Первое  обслуживает в деревне 
Лысково 3 дома .